# Наводнение Святой Елизаветы (1421)
Наводнение Святой Елизаветы (нидерл. Sint-Elisabethsvloed, 18 ноября — 19 ноября 1421 года; также Второе наводнение Святой Елизаветы) — одно из крупнейших наводнений в истории Нидерландов и крупнейшее за предшествовавшие этому событию пять столетий. На первом этапе начался мощный штормовой прилив, когда сильный западный ветер нагнал воды Северного моря в прибрежные заливы и эстуарии, преградив таким образом сток поднявшихся от осенних дождей рек и рукавов дельты Мааса и Ваала, воды которых затопили низинные польдеры и размыли защитные плотины с внутренней стороны, разрушив всю систему дамб.
Наводнение началось 18 ноября, как раз когда католическая церковь отмечает память канонизированной дочери венгерского короля Андраша II Елизаветы Тюрингской, откуда и получило своё название. 18 ноября 1404 года произошло первое наводнение Святой Елизаветы, хотя и не такое разрушительное.

## Ущерб
В результате наводнения около 300 квадратных километров густонаселённой местности были залиты водой. В данном густонаселённом регионе страны полностью затопленными оказалось 72 населённых пункта. Сколько человек утонули, погибли или пропали без вести, будучи смытыми в открытое море, точно не известно — называются цифры от 2 до 10 тысяч. Было также разрушено множество зданий, погибли урожаи и скот. После схода воды на месте разрушенных деревень и полей из речных и морских наносов образовалось несколько заболоченных островков, заросших тростником; этот ландшафт называется бейсбос (букв. «тростниковый лес»).

## Легенда о кошке и младенце

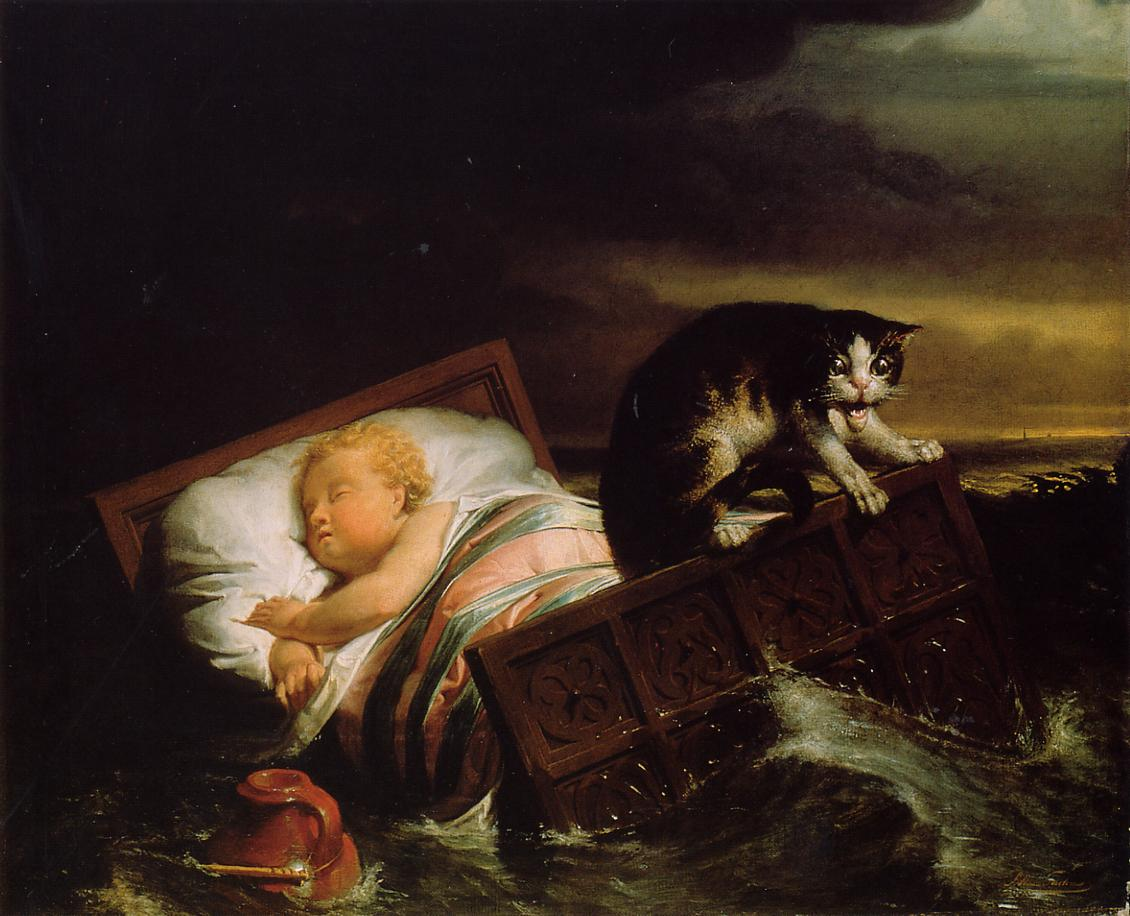
«Наводнение в Бисбосе». Худ. Лоуренс Альма-Тадема, 1856 г.

Согласно легенде, вода унесла младенца вместе с его кроваткой и кошкой. После того как наводнение отступило, вышедшие оценить ущерб жители увидели плавающую на воде колыбель.
Когда колыбель приблизилась к берегу, в ней заметили кошку, которая отчаянно прыгала из одного угла в другой для сохранения равновесия. Кошке удалось так хорошо сделать свою работу, что постельное белье мирно спящего ребенка осталось сухим.